# قائمة الأودية في الكويت
لا تمتلك دولة الكويت أي أنهار دائمة ضمن تضاريسها، ولكن لديها بعض الوديان. أبرزها وادي الباطن، الذي يشكل الحدود بين الكويت والعراق.
هنالك بعض القنوات المائية المدرجة، مثل القنوات المائية الصغيرة حول جزيرة بوبيان في شمال دولة الكويت.